# Jorge Enrique Malpica Bejarano
Jorge Enrique Malpica Bejarano (* 2. August 1967 in Gachetá, Departamento de Cundinamarca) ist ein kolumbianischer römisch-katholischer Geistlicher und Bischof von Granada en Colombia.

## Leben
Jorge Enrique Malpica Bejarano studierte Philosophie und Theologie am Priesterseminar San José in Zipaquirá. Am 8. Dezember 1993 empfing er das Sakrament der Priesterweihe für das Bistum Zipaquirá.
Nach weiteren Studien an der Päpstlichen Universität Gregoriana in Rom erwarb er das Lizenziat in Philosophie. Am Lateinamerikanischen Institut für Pastoraltheologie (Instituto Teológico-Pastoral para América Latina, ITEPAL) des Lateinamerikanischen Bischofsrates (CELAM) erwarb er ein Diplom in Spiritualität und Priesterausbildung.
Neben verschiedenen Aufgaben in der Pfarrseelsorge war er von 2003 bis 2005 Ausbilder und Studiendirektor sowie von 2008 bis 2015 Ausbilder und Ökonom am Priesterseminar in Zipaquirá. Ab 2024 war er Bischofsvikar der Seelsorgezone Cristo Sacerdote und Pfarrer in Chía.
Papst Leo XIV. ernannte ihn am 31. Mai 2025 zum Bischof von Granada en Colombia. Der emeritierte Erzbischof von Cartagena, Jorge Enrique Kardinal Jiménez Carvajal CIM, spendete ihm am 2. August desselben Jahres in der Kathedrale von Zipaquirá die Bischofsweihe. Mitkonsekratoren waren der Bischof von Zipaquirá, Héctor Cubillos Peña, und sein Amtsvorgänger José Figueroa Gómez.